# Каменка (Чамзинский район)
Ка́менка — деревня в составе Комсомольского городского поселения Чамзинского района Республики Мордовия.

## География
Находится на расстоянии примерно 8 километров по прямой на север-северо-восток от районного центра поселка  Чамзинка.

## История
Известна с 1863 года как  владельческое сельцо Ардатовского уезда из 62 дворов, название дано по местной речке.

## Население
Постоянное население составляло 33 человек (русские 88%) в 2002 году, 32 в 2010 году .